# LOT波蘭航空007號班機空難
LOT波蘭航空7號班機是LOT波蘭航空由美國紐約約翰·甘迺迪國際機場飛往波蘭華沙-奧肯切機場的班機。1980年3月14日，該班機由一架編號為SP-LAA的伊爾-62執行，在波蘭華沙機場降落之前墜毀，導致機上87人全部罹難。

## 事故經過
1980年3月13日，LO007號班機原定於晚間7點整從美國紐約肯尼迪機場起飛，但因為暴風雪延誤到當地時間在晚上9點18分才起飛。飛行9個小時之後在波蘭華沙於當地時間在上午11點13分，該班機準備在華沙機場降落，但由於起落架指示燈故障，飛行人員只得復飛。但9秒之後，客機急劇俯衝，這時客機的2號引擎已經解體。下墜26秒之後右側機翼撞樹，最後客機墜毀。當在客機墜毀時，一場關於航空安全的會議正在離墜機地點1公里以內的華沙機場舉行。

## 外部連結
- Airliners.net SP-LAA的照片